# 【我推的孩子】角色列表
由赤坂明及橫槍萌果所創作的日本漫畫《【我推的孩子】》中存在著大量人物。故事講述了一位醫生以及該名醫生照顧過的病患轉生為一位日本著名偶像的孩子，並在演藝圈裏共同成長的故事。作品後續延伸改編輕小說、動畫等作品。

## 主要人物

片頭曲中的愛、阿奎亞與露比

愛／星野愛（聲：高橋李依（日本）；梁倩蘅（香港），演：齋藤飛鳥（真人版影劇））
本作關鍵角色，於第一章「童年」登場。阿奎亞和露比的母親，同時是雨宮吾郎生前協助接生的對象。藝名為「愛」，「星野」的姓氏在死後也沒有公開。偶像团体“B小町”的中心位，代表顏色為紅色，形象代表為髮夾上兔子圖案。故事开始时的年龄為16岁，雖然她的表演和演唱技巧一般，但作为偶像是一个天才，对待工作十分上进。自認個性撒謊成性且不擅長愛人，經常依據他人臉色和所處情境發表意見，對於自身真正的想法不甚理解，但憧憬著愛與被愛，還有幸福。
單親家庭出身，童年飽受母親星野步美虐待，直至母親因為竊盜入獄服刑，被送進孤兒院照顧，直至母親出獄後也未接她回家，造成她缺乏愛人與被愛的經歷。後來被時任星探的齊藤壹護挖掘，儘管最初沒有信心能成為優秀的偶像，仍被說服加入了“B小町”成為團隊中心位。在15歲時邂逅當時在劇團「Lalalai」裡小一歲的神木輝，交往並發生性關係導致意外懷孕，但由於知曉神木輝已和時任女演員姬川愛梨發生性關係生下兒子姬川大輝（實為神木輝被姬川愛梨性侵所致），聲稱神木輝對她而言「僅適合像年輕人般交往，但共度一生過於沉重」，向神木輝稱自己無法接受這些事由愛上他，拒絕對方的求婚兼提出分手，更為此宣布暫時休息便前往鄉下地區祕密產檢，而結識了當地的婦產科醫生吾郎，給予後者「偶像是透過謊言才能發光」的啟示和吐露渴望幸福的心聲，在生完双胞胎后立即重返偶像活动。孩子则作为秘密，阿奎亞和露比对外被当做是事务所社长的孩子。以接獲導演五反田泰志的劇組邀約為契機出演電視劇，獲得五反田的讚許。
實際上一直深愛著神木輝，將其視為不懂愛的自己首度想要愛上並共度終生之人，但由於深刻體認神木輝被演藝界的黑暗侵蝕至極限僅能依賴她的事實，在懷孕後為了不讓神木輝承受更沉重的負擔而選擇主動離開他，將當初對其撒的謊言當成愛。與神木輝分手後仍思念著對方，在產下阿奎亞和露比後雖感到忐忑不安，仍決定撫養孩子們，特意錄下「給15歲的阿奎亞」的影像，懇求成長後的阿奎亞和露比將來能在神木輝仍深陷黑暗之中時，可以和她一起幫助神木輝，同時為了保護神木輝沒有特意透露他的名字。
在20岁生日的巨蛋演出前，因為阿奎亞和露比一段關於父親的談話，決定約出當時已經分手的神木輝和兒女見面，隨後神木輝向杀死吾郎的狂热粉丝涼介透露住址，導致愛在自家門前被涼介持刀刺杀。死前愛向涼介坦承自身不懂愛、為了讓自己愛上粉絲的願望成真而持續編造謊言的心聲，讓涼介倉皇逃跑，向阿奎亞和露比表達自身的歉意和親情之愛後，便因為傷重不治身亡。由於生前沒有公開姓氏，因此鮮少被懷疑與星野兄妹的關係。所屬團體“B小町”也在她過世兩年後解散。她的死亡也成為阿奎亞、齐藤壹护和五反田泰志聯合向神木輝復仇的開端。
據自稱「演藝之神」的謎之少女所言，她的靈魂已歸回星河，不復存在，既不會重生也不會轉世。經由阿奎亞為首的人們合作，愛的生前經歷被拍攝成電影《15年的謊言》，作為向大眾揭發神木輝罪行的媒介。阿奎亞將《15年的謊言》這部電影註解為愛為當時被拋棄的神木輝所寫下的「跨越時間的情書」，也是阿奎亞等人對沒能理解愛的神木輝的復仇。隨著阿奎亞設局犧牲自己謀殺神木輝的事件被輿論包裝、神木輝的罪行被公諸於世，《15年的謊言》亦受公眾的注目。
阿奎亞／星野爱久爱海（聲：大塚剛央／內山夕實〈幼年〉（日本）；潘昀雋／王曉霖→鍾詠而〈幼年〉（香港），演：櫻井海音／岩川晴〈幼年〉（真人版影劇）；小宮璃央（舞臺劇））
本作主角，於第一章「童年」登場。母亲爱给予的姓名是「星野爱久爱海」，暱稱及艺名為「阿奎亞」。和露比相互了解对方也是转生者，但起初并未发觉相互的身份。因为拥有前世的记忆，在幼儿时期就能說话。用成人的思想看护着爱，但成长到一定程度，在母亲拍攝五反田泰志導演的作品時，被五反田相中其才能，就在母亲所屬的事务所中出道成为童星，利用前世的知识展现出了特殊的才能。
縱然常常自稱演技力平凡，但因其前世遺傳下來的高超溝通能力和腦筋運轉而得以活用在演技上。前世曾考進國立醫科大學，在高中入學考試，其學力偏差值更達至70以上（一般學生通常都在50）。愛的死亡令其留下心理創傷，其後請求五反田收下為其入室弟子。因為母親的事情而多次試圖阻止露比成為偶像，失敗後決定讓她在美彌子底下工作，並和露比進入同個高中。
阿奎亞調查那名刺殺愛的粉絲後，除了認出他也是殺死吾郎（前世）的人之外，同時覺得他應該沒有能力找出他們家的地址，故懷疑他是受自己的親生父亲指使，希望为此报仇。為了追查自己前世和愛的死因，從小就積極為了進入演藝圈而鋪路。以鏑木勝也為契機而接拍「今天吃甜甜」電視劇開始，在進入演藝圈後除了向多方人士探聽母親生前的消息外，還蒐集各個他認為可能跟自己或母親有關連的人的頭髮做DNA鑑定。在真人秀和黑川赤音認識，發現她異常敏銳的觀察力，認為她可能可以幫自己解開這些謎團，同時因為母親的事情，認為單身的自己長期待在加奈旁邊會對她有負面的影響，於是開始跟赤音交往，並對赤音透漏了許多案情相關的訊息。
在鑑定了姬川大輝的DNA後得知自己與姬川大輝是同父異母的關係，與姬川大輝的談話中誤以為上原清十郎就是自己的父親，並且得知上原清十郎與姬川大輝的生母殉情後，原本打算放棄復仇過上新人生，卻因後來與壹護的談話中得知上原清十郎並非自己的親生父親，且在上原清十郎與姬川大輝的母親殉情時愛尚未搬家，後透過跟蹤及竊聽赤音得知自己父親其實是神木輝，也發現赤音在這件事情上已經涉入過深，出於對她的保護向她提出「分手」並阻止她繼續調查這件事，當茜說出阻止他的復仇計劃，並提出有本事過來阻止的句話。與導演策劃啟動小時候擬定的復仇計畫後，恰巧因有馬加奈的炎上事件，與週刊記者以爆料自己和露比是愛的私生子女這件事，來換取壓下有馬加奈的緋聞。看到露比因近期过度背负复仇的压力、及发现自己被前世生母天童寺麻理奈抛弃的事实而精神即将崩溃的情况下，被迫向露比坦承自己是吾郎的轉世與知曉露比是紗理奈轉生的真相，勸諫露比放下復仇的念頭。在《15年的謊言》中飾演生父神木輝（少年A）。電影公映獲得好評之餘，與神木輝的私人訪談事件表明自己是為了自己與復仇去表演，不會愛人也不會給予別人愛的回應，即便知情者仍選擇喜歡他仍是當事者的選擇，並向神木輝出示愛生前留下「仍然愛着他」的DVD訊息，完成對神木輝的「復仇」。與茜會談的過程透露「妮諾」新野冬子是另一個害死母親的罪魁禍首。
在電影公映後，準備東京國立醫大的入學試，打算完成前世的心願，成為心臟外科醫生。曾表示他的心願清單分別為「成為外科醫生、回應佳奈的戀心、和姬川再約看海、想叫京子『媽媽』、還清虧欠茜的人情再度和她建立平等關係、見證露比登上巨蛋演出」，但同時認為自己即便必須捨棄前述心願，也必須守護妹妹的未來。發現神木輝的內心嚴重扭曲沒有實質改過，還試圖對露比不利的事實，私底再度和神木輝會談期間理解其黑暗心理，出於保護露比的人身安全和聲譽，準備主導輿論媒體風向騙過大眾免除自身刑責，持刀自傷並以此讓人以為自己被對方刺殺，之後奮不顧身將神木輝從山崖推落海裡，企圖與對方同歸於盡，同時令對方窒息失救。臨終之際，靈魂透過月讀的引導，看見前世的自己成功治好紗理奈、見證紗理奈如願加入愛所在的「B小町」成為偶像的可能性，經過月讀安慰輔導後逝世，遺體則被經過該海域的船隻撈起上岸，經由相關親友和曾共事人員協助舉辦葬禮。
吾郎／雨宮吾郎（聲：伊東健人（日本）；梁皓翔（香港），演：成田凌（真人版影劇））
第一章「童年」登場。阿奎亞的前世，為宫崎县乡下的妇产科医生。畢業後在宮崎縣執業，在深交的已经去世的住院少女紗理奈的影响下，成为了偶像团体“B小町”成员之一的星野爱的粉丝。之后在医院偶然碰到了怀孕的爱来看诊，決定守护她怀孕直到分娩，但在前往接生的路上被瘋狂粉絲涼介袭击而死亡，之後转生成为爱的孩子。
生父不詳，由外祖母撫養長大，曾就讀東京國立醫大，原本想考入心臟外科，但因外婆認為他是為了難產過世的母親而成為婦產科醫生，習慣在他人認同的影響下改變志願。
露比／星野瑠美衣（聲：伊駒百合繪（日本）；蘇潁淇（香港），演：齊藤渚／齊藤柚奈〈幼年〉（真人版影劇））
第一章「童年」登場。阿奎亞的孪生妹妹，母亲爱给予的姓名是「星野瑠美衣」，暱稱及艺名為「露比」。和阿奎亞相互了解对方也是转生者，但起初并未发觉相互的身份。和阿奎亞一樣，在幼儿时期就很早熟，和转生前一样的阿宅性格甚至让哥哥阿奎亞敬而远之。偶像代表顏色為紅色。與愛的觀念「謊言就是愛」相反，她對謊言感到厭惡且敏感，同時也不擅長說謊。
和阿奎亞一起在母亲星野愛所屬的事务所出道，並遺傳到與母親極度相似的長相。最初擺脫不了因前世病弱的身體帶來的不自信，在愛的開導後逐漸在舞蹈上獲得光彩。高一時成立了繼承母親的偶像團體——新生「B小町」，並邀請童星出身的有馬佳奈和人氣網紅MEM啾加入，演出後獲得不少粉絲支持。
由於前世只是個國小年紀就病逝的孩童，沒有像阿奎亞或壹護一樣迅速理解母親命案的疑點。小時候透過打醫院電話得知吾郎已經失蹤，一直想要找到他，嚮往加入演藝圈的理由是母親和找到吾郎。最終在宮崎拍攝團體MV的時候意外發現吾郎已經化為白骨的遺體，以及醫生證件和愛的應援飾品。後在當地疑似幽靈或神的聲音的指引下，得知吾郎遇害前不久有一名初中生和一名後來被發現是刺殺愛的兇手的大學生在附近遊蕩，終於意識到共犯的存在和兄長從小處心積慮要進入演藝圈的理由。之後開始尋找那名當時是初中生的人的身分，並開始從壹護那邊無所不用其極地獲取管道，基於和阿奎亞一樣的動機試圖在演藝圈大紅大紫。
因有馬加奈的炎上事件，希望有辦法幫助加奈，卻不料阿奎亞竟以自己與阿奎亞其實是愛的親生子女為爆料內容，與週刊記者換取壓下加奈的炎上事件，對此露比非常不能諒解阿奎亞爆料兩人身份這件事，認為這是對死前一直隱瞞這件事的母親的不敬。後來從不知火芙莉露口中得知阿奎亞打算透過電影來復仇的計畫，因而決定爭取飾演母親的位置。與阿奎亞相談期間得知後者正是吾郎的轉世，隨後向其表白。在《15年的謊言》中飾演母親愛，電影發行後，被阿奎亞評論露比「在電影近尾聲的演出表現，為決定觀眾感受的關鍵」、「將『我無法愛上你』以謊言的形式演繹，這正是將愛的願望正確領會的，跨越15年的謊言」。在阿奎亞向神木輝攤牌期間竊聽兩者的對話，最終選擇原諒了生父神木輝，並回歸演藝界工作。
露比的偶像光環令佳奈自嘆不如，同時引起作為母親生前隊友兼教唆神木輝的罪魁禍首新野冬子的忌恨。在阿奎亞過世後悲痛不已，仍堅持在演藝圈發展，同時也走上了跟愛相似的「透過謊言來讓偶像發光」的道路。
天童寺紗理奈（聲：高柳知葉（日本）；駱慧怡（香港），演：稻垣來泉（真人版影劇））
第一章「童年」登場。露比的前世，吾郎医生时代工作的医院里的患者，敬爱着星野爱的偶像宅少女，因星狀細胞瘤去世，得年12岁，之后转生为爱的孩子。
因為身邊陪伴她的只有醫生吾郎，經常將他當成傾訴對象，曾向吾郎表示未來想成為偶像，在吾郎說如果她成為偶像會將她當作主推而感到開心，交給吾郎的遺物是愛的應援商品。母親名為天童寺麻理奈，家中還有2個素未謀面的弟弟和妹妹，自小被父母安排在醫院療養，藉以工作為由逃避和重病的紗理奈見面，死前父母都沒來見最後一面。
有馬佳奈（聲：潘惠美（日本）；黃紫甄（香港），演：原菜乃華／永瀬柚凪〈幼年〉（真人版影劇）；佐竹桃華（舞臺劇））
於第一章「童年」登場。女演員，比星野兄妹大一屆。童星出身，小時候被譽為「能10秒的天才童星」，但這稱號被露比叫成「能舔的天才童星」（日語音近）。對阿奎亞有好感。偶像代表顏色為白色。在童星時代與阿奎亞初次共演時，因為輸給了他對導演意圖的理解，自此對他變得十分在意。童星的人氣過去後，一度沒有所屬的經紀公司。「今天吃甜甜」電視劇後，在阿奎亞的說動下加入莓Pro，並與露比成為了新生「B小町」的初始成員。
由於眼見阿奎亞在參加戀愛真人秀時，與黑川茜的關係越發親密，二人更在節目中接吻，因此一度不想和阿奎亞見面。在MEM啾加入新生「B小町」後，本來對自己成為中心位沒信心，後來由於露比和MEM啾的能力不及於她，因此當上團隊中心位，並被阿奎亞假扮的皮耶勇酷雞進行訓練，原本不喜歡皮耶勇酷雞的訓練，聽到皮耶勇酷雞關心後而成為好友，後來在夜晚的休息期間，卻碰巧發現到此時的皮耶勇酷雞正是阿奎亞本人。首次登台時，原本毫無自信，見到在台下為新生「B小町」應援的阿奎亞，在心中向阿奎亞發誓自己要成為「你推的孩子」而煥發出光芒。之後得知阿奎亞和茜的關係僅止於工作後而重修舊好。升上高中三年級後，由於阿奎亞選擇和茜正式交往的關係，而變得消極。某天，當時阿奎亞發現殺死星野愛的幕後黑手還存在於世上後，不小心推開加奈，導致誤以為被阿奎亞討厭。有天，在飯店接受導演的赴約，卻發生意外被記者偷拍下而即將引發緋聞事件，經過不久，由於阿奎亞透露和露比一家人的母親是愛後，自身的緋聞事件就此被掩蓋，之後與阿奎亞和好，並且為了避免引人注目，而對阿奎亞改口稱呼「亞君」，在高中畢業後決定放棄當偶像並離開新生「B小町」，重新專注在演員事業上。在《15年的謊言》中飾演「B小町」的妮諾。自认与妮诺境遇类似而非常理解妮诺的心态，为了帮助露比更好地融入爱的角色而主动承担起扮演恶人的任务、戏里戏外皆对露比发起挑衅。但露比也理解其用意，兩人恢復友誼關係。
根據茜的觀察闡述，茜分析佳奈倘若在演員路線持續發展，將可成為演員界太陽般的存在，然而在偶像界面對露比過於奪目的光環也只會相形失色。阿奎亞過世後悲痛不已，依照約定在葬禮搧打他耳光並責備他，被齊藤京子掌摑，懊悔沒有向阿奎亞告白心意。漫畫最終話仍在演藝圈活躍，於新生「B小町」表演會場看見神似阿奎亞的青年出現在觀眾席激動不已。作者在加筆漫畫補述佳奈後續在演員路線發展，得以發揮才華並留下不少經典作。
（聲：石見舞菜香（日本）；李索真（香港），演：茅島水樹（真人版影劇）；內田未來（舞臺劇））
於第三章「戀愛真人秀篇」登場。戀愛真人實境秀《從現在開始 認真戀愛》參加者。女演员，比星野兄妹大一屆。藝名將本名的「茜」字改用平假名寫成。外表是冷美人，实际上是认真的努力家，随身携带记事本。对自己评价很低，认为自己只有演技这一个优点。拥有一流演员的剧团“Lalalai”的年轻头牌，能够对演出的角色进行侧写，并以此为参考进行彻底的洞察和考察，拥有着这种能够完美演绎的第六感，以及甚至被有马加奈评价为“只能称为天才”而嫉妒的演技能力。被姬川大輝爆料以前曾是加奈的粉絲。
曾因在「現戀」真人秀節目中因意外而造成炎上被網路霸凌，在其想要自殺時被阿奎亞及時阻攔，後在真人秀節目中得知阿奎亞喜歡的類型是像愛那樣的女性而回家後反覆練習，在真人秀節目中完美復刻出愛的神韻而讓阿奎亞動搖了，最後於真人秀節目完結時，儘管知道阿奎亞和自己交往的動機並不單純，但仍然很感謝他幫自己走出網路言論的攻擊而答應與他交往。在交往期間從阿奎亞的夢話以及各種蛛絲馬跡中幾乎完美的拼湊出星野兄妹的身世。
聽完阿奎亞和姬川談話的大概後，光憑直覺便猜到阿奎亞與露比的生父可能仍然存活，但因為希望阿奎亞不要再為此痛苦而隱瞞這個可能性。在一次頒獎典禮中碰到了前來送花祝賀的前劇團成員，基於那名前成員和阿奎亞十分神似的原因開始調查對方，最後在透過觀看當年劇團的影像後經過推理證實了他是姬川大輝和星野兄妹的生父，並查到神木輝這個名字。數天後，打算單獨和神木輝會面時在橋上失足墜下，被阿奎亞所救，兩人也同時發現了彼此試圖隱瞞對方的事情，曾向阿奎亞表明自己也可以為了阿奎亞而去殺人，但被阿奎亞拒絕，隨後阿奎亞為了保護過度深入理解真相的茜，單方面向茜提出「分手」，重遇阿奎亞後表示要阻止他的復仇計劃。
在《15年的謊言》中飾演「B小町」的高峯。《15年的謊言》發行、星野兄妹如願向神木輝復仇後，察覺愛和相關當事者的遇害事件尚存疑點，與阿奎亞相談期間獲知愛的昔日隊友之一「妮諾」新野冬子是導致愛和相關當事者喪命的另一個罪魁禍首。指出自己和佳奈對偶像認知的分歧處，還有佳奈實質被露比的偶像光環壓制的情況。為了防範當年愛遭刺殺的悲劇重演，假扮成露比和準備防刺背心，偕同星野兄妹的實質養父齐藤壹护埋伏在星野家，誘導新野冬子上鉤和制服對方，理解了新野冬子和愛的過節，還有神木輝用言語煽動涼介和新野冬子的真相。阿奎亞過世後，出席葬禮見證佳奈情緒失控的事件，是少數知曉阿奎亞未留下任何遺書用意的知情者。作者後續在加筆漫畫補述茜經歷演藝圈的種種經歷，開始探索反思自我議題。
MEM啾（聲：大久保瑠美（日本）；張凱維（香港），演：Ano（真人版影劇））
於第三章「戀愛真人秀篇」登場。戀愛真人實境秀《從現在開始 認真戀愛》參加者，自称高三的YouTuber，實際年齡25歲，早就高中畢業。因當年家中陷入困境，未有考入大學，為了完成偶像的夢想，而開始了以「高中生」為人設，透過網絡營銷，成為人氣網紅。有着可爱的容貌，常带着像恶魔的角一样的髮箍。看起来是天然的性格，但是能够通过网络进行营销，自称“炒作話題專家”。偶像代表顏色為黃色。
「現戀」真人秀後加入新生「B小町」。在B小町首次登台後，得知有馬佳奈和黑川茜各自對阿奎亞的關係，並猶豫該幫助哪方。在阿奎亞和茜認真交往後，希望阿奎亞能多關心佳奈。甚至在有馬佳奈即將陷入緋聞危機時，再次奉勸阿奎亞能儘早救她。在《15年的謊言》中飾演「B小町」的梅梅。星野兄妹向神木輝復仇後，向粉絲們坦承自己為追求演藝界夢想謊報年齡而獲得諒解，藉由不透露真實年齡仍以「真實年齡」為謎的人設讓自己繼續在演藝圈活躍，並決定投考大學，準備以「大學生」為新人設。阿奎亞過世後，出席葬禮的人員之一。在個人頻道剛發布休息公告便被佳奈拉著會見露比，最終話仍持續在新生「B小町」活動。作者在加筆漫畫補述MEM啾後續顧及演藝圈的生態多變，選擇轉型為「B小町」負責人，並作為加筆漫畫收場白主述者以「我推的孩子」為主題交代演藝圈人們相關發展

## 第一章「童年」登場人物

### 莓Production
齐藤壹护（聲：江川央生（日本）；何偉誠（香港），演：吉田鋼太郎（真人版影劇））
愛所屬經紀公司「莓Production」（簡稱莓Pro）的社长，同時也是愛的監護人，將愛視為自己的女兒。留着一副棕色的鬍鬚，戴太阳镜。故事开始时公司规模很小。過去曾經擔任星探，以招募“B小町”成員為機緣認識愛，聽聞愛的身世與經歷後非但沒有責難她，反而肯定高明的謊言也是才能，邀請愛成為“B小町”成員。在愛懷孕的期間，多度陪同她前往吾郎駐診的診所進行產檢，顧及愛擁有私生子女的消息會對愛與公司的聲譽產生負面影響，與妻子京子代為照顧星野兄妹。
愛過世後自暴自棄，將公司丟給妻子京子後終日在海邊釣魚。在露比來找自己時提供給露比幫助，後來證實其真正的目的是向星野兄妹的父親復仇，為免連累妻子京子而選擇把公司交給妻子。在阿庫亞向公眾自曝其身世後，當面指責他的這項作為，卻反被阿庫亞請求協助參與其復仇計劃。星野兄妹如願向神木輝復仇後，詢問阿奎亞為何沒有除掉神木輝的理由和後續計劃，繼續為新生B小町策畫演藝行程。為了防範當年愛遭刺殺的悲劇重演，偕同假扮成露比的茜埋伏在星野家，誘導「妮諾」新野冬子上鉤和制服對方，與新野冬子對質過程察覺她的心態嚴重扭曲，理解了新野冬子和愛的過節，還有神木輝用言語煽動涼介和新野冬子的真相。阿奎亞過世後，陪同妻子出席葬禮。
齐藤京子（聲：Lynn（日本）；吳梅（香港），演：倉科佳奈（真人版影劇））
齊藤壹護的妻子。她與壹护结婚的最初目的是想靠近美少年，并打算再婚。在照顧年幼的星野兄妹時，曾被兄妹倆用計相信他們的谎言，把露比当做天照大神的化身。平常主要由她照顧星野兄妹；愛過世後，從自暴自棄的壹護手中接任莓Pro的社長，並正式收養了兄妹倆，將他們當成自己的孩子來對待。
大學時期開始就兼職做夜總會公關小姐，也接過短期模特兒工作，有過登上偶像舞台的夢想，但隨着年紀漸長，吸引力大不如前時，便轉為中介人工作，後來拒絕當富豪的情婦，接受齊藤壹護的邀請，加入莓Pro以經紀人的身份來幫助他人圓夢。心中也曾憧憬着星野愛能完成他們共同的夢想，故大為反感愛未婚生子的決定，也厭惡被迫當小孩的保姆，後來隨著時間相處，愛未有因孩子影響事業，自己也逐漸被她的母性感染，把星野兄妹視如己出。星野兄妹如願向神木輝復仇後，迎接星野兄妹返家，指出阿奎亞長期壓抑扭曲自己而受傷，但看出阿奎亞為了某件事物努力的精神，將星野兄妹視為驕傲。阿奎亞過世後，在葬禮出手掌摑對阿奎亞的遺體搧打耳光的佳奈。在漫畫加頁中的報道提及，其所領導莓Pro是業界中名聲最好的經紀公司，因有過星野愛和阿奎亞出事的經歷，以保護名下藝人的名聲和人身安全為優先，善待他們。

#### 「B小町」相關人物
妮諾／新野冬子
「B小町」的創始成員，藝名為「妮諾」。
過去和身為粉絲的菅野涼介是戀人關係，但是涼介後來轉而應援愛，令她心生不滿，盡管原諒了涼介，仍對愛抱有扭曲的感情，一方面認為愛把屬於自己的東西搶走，因此十分討厭愛，另一方面卻同時認為愛是獨一無二的存在。在愛遇刺身亡後，以言語挑唆涼介令其上吊尋短。對於露比所扮演的愛嗤之以鼻，與神木輝的通話中表示絕對不會容許能夠超越愛的人存在。
在《15年的謊言》中由有馬佳奈飾演。於《15年的謊言》的拍攝現場與高峰探望赤音以及新生「B小町」。《15年的謊言》正式發表問世後，被阿奎亞推斷出妮諾是當年間接促成愛、涼介、由良、吾郎殞命，教唆神木輝相關事件的另一個幕後黑手。獨自前往星野兄妹家準備向露比行刺，反而落入茜、齐藤壹护的圈套遭制伏，在接受茜與壹护盤問的過程供出了自己對愛的心結，還有神木輝擅用言語煽動涼介和她犯案的真相。後由於阿奎亞設局和神木輝同歸於盡，選擇向警方供出神木輝的作為。
高峰
「B小町」的創始成員。以前對自我及他人要求甚高，與愛的關係也日漸疏遠，但隨著「B小町」解散而退出娛樂圈，經歷多年人生閱歷後，待人處事相對變得圓滑。目前已經是有一個嬰兒的母親。
在《15年的謊言》中由茜飾演。於《15年的謊言》的拍攝現場與妮諾探望赤音以及新生「B小町」，主動鼓勵及認同她們的努力。
梅梅
「B小町」的成員，被紗里奈評為團隊裡擅長跳舞者。在《15年的謊言》中由MEM啾饰演。
渡边
「B小町」的創始成員。

### 演藝圈相關人物
五反田泰志（聲：加瀨康之（日本）；張振聲（香港），演：金子統昭（真人版影劇））
電影導演，前演員。是個還和母親（聲：齊藤貴美子）住在一起的兒童房大叔。感覺到阿奎亞的特別而說服他成為自己戲中的演員，在愛過世後則接受阿奎亞的請求將他當成徒弟在培養。是阿奎亞公開自己的身世前少數知道愛與阿奎亞母子關係的人之一。這十幾年來教導阿奎亞演技和各種舞台相關知識，是阿奎亞在草莓娛樂外交情最深的人，連愛生前也坦言他對阿奎亞而言是亦師亦父的存在。雖然第一次見面時並不知情，但日後長久相處之下已經猜出了他的身分和努力進入演藝圈的動機。
曾受愛的委託，為其拍攝紀錄片，但因其死亡而令紀錄片計劃無疾而終。因愛曾與自己寄託了DVD並希望其能在阿奎亞與露比十五歲時能交付給他們，在愛過世後對於為何愛要在出事前交付給自己這件事的答案很疑惑，對於愛的事情感到很愧疚認為自己沒能幫助到愛，直到自身察覺到了愛的意圖後，決心要啟動曾與阿奎亞一同策劃的一場針對害死愛的幕後黑手的復仇，後在阿奎亞正式爆料出其實阿奎亞與露比是愛的親生子女這件事之後，正式啟動了這個復仇計畫：開拍實錄電影《15年的謊言》。對愛的理解程度超過身為愛的女兒露比。電影《15年的謊言》公映後，正式從過往的悔恨釋懷。

### 其他第一章登場人物
涼介／菅野良介（聲：田丸篤志（日本）；徐嘉榮（香港），演：杢代和人（真人版影劇））
星野愛的狂熱粉絲，「妮諾」新野冬子的時任男朋友，住在都內的大學生。曾在神木輝的指使下來到乡下醫院確認愛懷孕的事實，將愛的主治醫生吾郎推下懸崖致死。之後對愛的懷孕有了孩子感到憤怒，幾年後在愛移居新居之時將其刺殺，對於愛的回應感到震驚隨後倉惶逃離，被「妮諾」新野冬子以言語挑唆上吊自殺身亡。事後神木輝表示自己原本僅是想讓涼介嚇唬愛，讓愛體會當年他感受的絕望，但事態變成愛遇害身亡則是完全出乎意料之事，被阿奎亞揭穿涼介其實是被神木輝煽動犯罪的事實。

## 第二章「演藝圈」登場人物

### 陽東高中相關人物
壽美波（聲：羊宮妃那（日本）；袁天恩（香港））
寫真偶像，露比的同班同學，於見面第一日即成為好友。外表為波浪髮型和巨乳。雖然出生及成長地為神奈川縣，但談話時卻用上關西方言。
不知火芙莉露（配音：瀨戶麻沙美（日本）；廖杏茵（香港））
能歌善舞又會演戲的全方位藝人，露比的同班同學。是本作原作者赤坂明的另外一部作品《輝夜姬想讓人告白》中的登場角色——不知火衣的妹妹。另外，在赤坂明擔任原作的《戀愛代理》中第1話因為作為熱門作品的女主角而被提及。
看過《15年的謊言》的劇本後，形容是充滿惡意的劇本，並從中看破了阿庫亞的真正目的是對自己的生父（神木輝）進行復仇。在《15年的謊言》中飾演姬川愛梨。阿奎亞過世後，出席葬禮的人員之一。在退出娛樂圈前，和五反田導演合作拍攝以阿奎亞死亡和被遺留之人有關的電影《水之中》。

### 電視劇「今天吃甜甜」相關人物
鳴嶋愛溶（聲：前田誠二（日本）；柯志健（香港），演：簡秀吉（真人版影劇）；土屋直武（舞臺劇））
高中一年級，演員兼模特兒。有標緻的樣貌，但作為演員的演技相當拙劣。在漫畫改編電視劇《今天吃甜甜》（簡稱今甜）最終回前的演技一直未有改善，直到在最終回與阿庫亞共演，被其演技及激將法壓倒之下終於發揮水準。然後於2.5次元舞台劇《東京BLADE》再度同與阿庫亞和加奈共演。因不甘淪為與「今甜」時一樣的演技，故在舞台劇的演技及武打訓練上付出比其他人多一倍的心力，因而得到了成長。縱使演出上仍被評論為「如素人般的演技」，但其努力付出亦得到製作人鏑木勝也的賞識。在《15年的謊言》中飾演雨宮吾郎。阿奎亞過世後，出席葬禮的人員之一。
吉祥寺賴子（聲：伊藤靜（日本）；駱慧怡（香港），演：安達祐實（真人版影劇）；（舞臺劇））
34歲，漫畫家，《今天吃甜甜》的原作者。本來對於「今甜」的改編電視劇不抱太大期望，但她看完了最終話後對於接受改編感到高興，同時也很感激有馬加奈用她的演技支撐着整部電視劇。
鏑木勝也（聲：寺杣昌紀（日本）；李家輝（香港），演：要潤（真人版影劇））
線上影音平台「dotTV!」的製作人，過去為了成為電影導演投身演藝界，現在似乎是看上了有馬佳奈的潛力而在積極栽培她。是星野愛懷孕前就在使用的那支手機裡的少數聯絡人之一，他與愛的關係是阿奎亞主動提出參加「今甜」電視劇的最大原因。在得知阿奎亞來自草莓娛樂後，主動說出阿奎亞和愛的長相有點像，並表示自己和愛時常見面，而阿奎亞藉此將話題帶到和愛的關係時，表示兩人是在她剛進入演藝圈時一次模特兒工作的場合認識，之後又介紹過許多工作給她，甚至替她介紹過約會時要去的餐廳。在阿奎亞繼續追問約會對象的情報時，向阿奎亞提出以參加真人秀為交換條件。在真人秀結束後透漏自己曾介紹愛去劇團“Lalalai”上課，並認為愛是在劇團上課時開始談戀愛。
日後也對草莓娛樂相當照顧，除了靠關係讓新生的「B小町」參加偶像團體的大型公演之外，也介紹佳奈和阿奎亞出演其他漫畫改編的舞台劇，可以說是把高中時期的阿奎亞重新帶進演藝圈的人。
看過五反田及阿庫亞合編的電影《15年的謊言》的劇本後，決定擔任該片的製作人及募集資金，但在星野愛的選角上與五反田有爭論，認為要起用知名女演員擔任才能收回製作成本，最終不惜賭上職業生涯動用可調動的資金和人脈，促成了《15年的謊言》製作。在《15年的謊言》公映獲得好評如潮後，與五反田相談，表面稱自己已經過了會為愛與後者的子女感到罪惡感的年紀，但被五反田指出內心仍懷抱拍攝電影的決心。私底下仍掛念著自己是否確實幫助到愛。隨著阿奎亞設局犧牲謀殺神木輝，鏑木為了不讓阿奎亞的努力成果白費，堅持讓《15年的謊言》上映，推動該電影獲得公眾的注目。

## 第三章「戀愛真人秀篇」登場人物

### 戀愛真人秀「現戀」相關人物
鷲見有希（聲：大西沙織（日本）；梁善婷（香港），演：奈葉（真人版影劇））
時裝模特兒，高中一年級。戀愛真人實境秀《從現在開始 認真戀愛》參加者，在「現戀」中以小惡魔般的性格成為節目主軸。节目中段意外被茜的指甲划伤了脸，本人并无多余想法但在节目组的恶意剪辑下造成茜被网络霸凌，后参与制作帮助茜澄清事实的视频。节目最终话拒绝了修之的告白，但实际上却和修之偷偷交往。
熊野修之（聲：大野智敬（日本）；翁兆德（香港），演：柊太朗（真人版影劇））
舞者，高中二年級。戀愛真人實境秀《從現在開始 認真戀愛》參加者。参与制作帮助茜澄清事实的视频，节目最终话向有希告白但被拒绝，在私下却与有希成功交往。
森本健吾（聲：坂泰斗（日本）；楊梓佑（香港），演：黑田昊夢（真人版影劇））
樂團成員，高中三年級。戀愛真人實境秀《從現在開始 認真戀愛》參加者。参与制作帮助茜澄清事实的视频，负责配乐。节目最终话向MEM啾告白但被拒绝。

### 其他第三章登場人物
皮耶勇酷雞（聲：村田太志（日本）；方力生（香港），演：野田水晶（真人版影劇））
戴著小雞頭套的蒙面健身系YouTuber。莓Pro旗下最賺錢的藝人，在中小學生之間叱吒風雲。

## 第四章「舞台首秀篇」登場人物
雷田澄彰（聲：鈴村健一（日本）；蕭漢翹（香港），演：中村蒼（真人版影劇）；鯨井康介（舞臺劇））
活動企劃公司「MAGIC FLOW」董事，2.5次元舞台劇《東京BLADE》的總負責人。

## 第五章「2.5次元舞台篇」登場人物

### 劇團“Lalalai”相關人物
姬川大輝（配音：內山昂輝（日本）；陳漢祺（香港），演：山下幸輝（真人版影劇）；安西慎太郎（舞臺劇））
19歲，劇團“Lalalai”的招牌演員，在2.5次元舞台劇《東京BLADE》飾演男主角「BLADE」。本名上原大輝，孤兒院出身，其實是晨間劇女演員姬川愛梨的兒子。基因檢測顯示其生父與星野兄妹相同，但對自己的生父其實是跟自己只差12歲的神木輝一事毫不知情，一直以為母親姬川愛梨的丈夫上原清十郎是自己的生父。據他所述，姬川愛梨和上原清十郎在大輝5歲時疑似因感情糾紛自殺。因為上原清十郎也是個男女關係複雜的人，故對這對異母弟妹的出現並沒有太多驚訝。雖然和上原清十郎感情並不好，但認為自己好色的天性大概是遺傳自上原，並調侃說看了阿奎亞複雜的感情關係後對此更加堅信，不過也善意建議阿奎亞要認真看待並處理好和黑川、有馬兩人的感情。在實錄電影《15年的謊言》中飾演養父上原清十郎，已從劇本知道自己的身世，也認清母親有戀童癖問題，表示自己想透過電影清算「父母」的罪行。阿奎亞過世後，出席葬禮的人員之一。在漫畫最終話帶著花束前往姬川家的墳墓祭奠。在漫畫加頁中，曾以眼鏡頭像發表一張以日出為背景的帖文，表示自己在阿奎亞去世後，有過自殺的念頭，但為了最後一位家人露比而繼續活着。
金田一敏郎（配音：志村知幸（日本）；陳旭恆（香港），演：尾美利德（真人版影劇））
56歲，劇團“Lalalai”的負責人，演出家。2.5次元舞台劇《東京BLADE》的舞台導演。

### 2.5次元舞台劇「東京BLADE」相關人物
鴨志田朔夜（配音：小林裕介（日本）；徐嘉榮（香港），演：北村諒（舞臺劇））
22歲，舞台演員。製作人鏑木安排的演員，在2.5次元舞台領域上有著豐富的表演經驗，在2.5次元舞台劇《東京BLADE》飾演配角「匁」。
鮫島亞枇子（配音：佐倉綾音（日本）；陳頴琪（香港），演：志田未来（真人版影劇）；田上真里奈（舞臺劇））
22歲，漫畫家，《東京BLADE》的原作者。是吉祥寺賴子的弟子及過往的助手，並仰慕著她。作為創作人而有強烈的性格，在《東京BLADE》舞台劇化時，因不容許劇組大幅改編角色及劇情而與劇組發生意見上的衝突，後來於阿庫亞等人的邀請下觀摩2.5次元舞台劇的製作後，最終願意與劇組共同協作修改劇本，多番努力之下成功令劇目推出。
GOA（配音：小野大輔（日本）；陳成港（香港），演：戶塚純貴（真人版影劇）；馬場良馬（舞臺劇））
29歳，編劇家。2.5次元舞台劇《東京BLADE》的編劇。他因工作勤奮而受到認可，也擅長在劇本中運用舞台設備以達到演出效果。

## 第六章「私人時間」登場人物
火村（配音：平川大輔（日本）；蘇裕邦（香港），演：竹財輝之助（真人版影劇））
詞曲作家。曾作為頂級藝人活躍的創作型歌手，且為當時的「B小町」製作許多膾炙人口的歌曲。受託替新生「B小町」製作歌曲，然而45歲的他早已江郎才盡，苦無靈感，無法創作新曲。在收到露比寄的影片後獲得鼓勵，最終創作出新歌POP IN 2。
銀蓮花·蓮蓮（配音：尤加奈（日本）；李潤知（香港），演：石井杏奈（真人版影劇））
影像設計師與Instagram網美，與MEM啾關係密切。替新生「B小町」的歌曲STAR☆T☆RAIN以及新歌POP IN 2製作MV。其工作室位於宮崎縣高千穗市，吾郎執業的醫院同樣位於此地。
神木輝（配音：宮野真守（日本）；陳灝瑋（香港），演：二宮和也／黑川想矢〈幼年〉（真人版影劇））
本作關鍵角色之一，「神木Production」的執行董事。星野兄妹與姬川大輝的生父，外貌與阿奎亞極度相似。殺害愛與吾郎的幕後黑手，也是誘使上原清十郎殺害妻子姬川愛梨後自殺的元兇。10歲至16歲時是劇團“Lalalai”的演員，與愛在劇團的活動講座上認識，擔任愛在演技上的指導員，甚至到其家中指導她作為偶像應有的打扮及生活習慣，所以兩人的演技近乎如出一轍。愛也看穿神木輝和自己一樣擁有一雙會欺騙他人的眼睛（星星眼），因此相似的兩人開始交往。待在劇團期間先後與姬川愛梨和愛發生關係，當時是一名初中生。但他當年和劇團前輩姫川愛梨是以援交為由遭到長期性侵，兩人不倫關係一直維持至姫川愛梨死亡為止，和愛相識交往時也未斷絕，本人則因為承受著遭受性侵的壓力和痛苦，渴求著愛給予的情感救贖，但最終兩者的關係因為愛聲稱「無法接受神木輝和姬川愛梨育有私生子（大輝），與神木輝共度一生過度沉重」、愛懷上孩子提出分手告終，本人則認為自己豁出生命愛上的女人（愛）無法愛上自己而陷入絕望，萌生想讓愛理解自身絕望的念頭。雖然少年時期對外處於經濟不富裕(演員收入不高)，出門要騎自行車的情況，但自己透過和姬川愛梨援交收到的「零用錢」其實不少。
25歲時開設「神木Production」。在墓園與剛掃完墓的露比擦身而過就得知露比是自己與愛的親生女兒。經常送白薔薇花給優秀的女性。
其自身扭曲的心理認為，充滿才華且愛上自己的女性因自己而死，自己才能感受得到自己生命的價值。能透過謀殺的手段殺害他人，且不留下任何證據。間接殺害知名女演員片寄由良（配音：長谷川育美（日本）），並將此事偽裝成登山意外。此外，也有和B小町的成員妮諾聯繫，似乎想利用她扭曲的心態來殺害有可能超越愛才華的女藝人。在故事開頭時教唆身為愛的粉絲的涼介抵達愛的住址，本人稱原本是想藉著嚇唬愛讓她理解當年自己的絕望，卻未料到事態演變成愛死於涼介之手的狀況。體認包含自己的人們將自以為是的幻想加諸於愛、愛也是擁有利己避凶心態的凡人的事實。
電影《十五年的謊言》的贊助商之一，清楚知道電影劇本為子女們公審他罪行的工具。在劇本中唯一沒有用其真名飾演的角色，以「少年A」代稱。於神社試圖接近露比，被茜阻止。在電影首映後，親自採訪阿奎亞及坦白自己對愛及過去經歷的感受，認為《15年的謊言》的諸多細節和真實的自己與愛存在許多相悖之處，只有自己單戀愛但得不到回報，並承諾會接受社會公審及法律制裁，隨後從愛留給阿奎亞的DVD中知道其對自己的真正感情，當場崩潰陷入懊悔之中，向阿奎亞表明自己會為愛做出能力所及之事。後來勸說同為共犯的新野冬子（妮諾）向警方自首不果。後阿庫亞和神木輝再度私下會談間證實，神木輝已然無藥可救，是一個為了自己不斷塑造謊言，煽動誘導涼介和新野冬子（妮諾）犯罪，連親生女兒露比也試圖痛下殺手的騙子，他試圖用露比的演藝圈生涯作為情緒勒索威脅阻止阿奎亞向他行兇的籌碼，仍遭憤怒的阿奎亞藉勢引導推落山崖墜海，被阿奎亞掐頸窒息而溺斃斷氣之際，回憶起自身對愛的執著與遺憾未能成功殺害露比，被包含已故吾郎在內的黑色怨念拖進海洋深處。阿奎亞設局與神木輝同歸於盡的事件，促使妮諾向警方供出神木輝生前迷惑教唆他人犯案的罪行，連帶讓《15年的謊言》上映後獲得公眾關注，令神木輝的罪行被公諸於世。
月讀（配音：木野日菜（日本）；何璐怡（香港））
年龄不明、身份不明的謎之少女，藝名為「月讀」，前世是紗理奈和吾郎救過的烏鴉，見證兩人在醫院渡過的時光至死亡，也觀察過星野兄妹的出生和成長經歷，因此清楚知道殺死吾郎和愛的真正兇手是神木輝和新野冬子（妮諾）。讓星野兄妹轉生的主因，不時出現在星野兄妹面前給予適當提示，因告知阿奎亞說愛已經完全消失，不要期望愛會轉生在某個幸福的家庭，而被阿奎亞稱之為「瘟神」。當前是人類女孩，有著將靈魂不失去記憶而投胎的能力，也將自己投胎成人。
後中了阿奎亞的激將法而參演《15年的謊言》，負責飾演童年時期的星野兄妹。曾表示神木輝不但妄圖藉著殺害超越愛的對象，增加愛無可取代的重要性，還屢次用自身個人魅力將扭曲的思想傳播給他人，是個失去靈魂高潔而墮落成奪取他人性命滿足私慾的破碎靈魂。在阿奎亞設局將神木輝推落山崖墜海後，詢問阿奎亞的靈魂尋獲的自身使命，引領他看見吾郎成功治好紗理奈、見證紗理奈如願成為偶像的可能性，心疼其境遇之餘給予安慰輔導。

## 第七章「中堅篇」登場人物
吉住瞬
在阿奎亞固定主持的網路節目《深挖☆機不可失!!》擔任節目助理導播，吉住未實的兄長。厭惡其上司節目導演漆原鐵的做事方式，但又對他製作的節目懷有敬意。對時任節目特派記者露比有好感，最後離職轉任露比的經紀人。
吉住未實
吉住瞬的妹妹，Cosplayer和個人勢VTuber，有一定程度的社交退縮，露比一度打算邀請她加入「B小町」。
漆原鐵
在阿奎亞固定主持的網路節目《深挖☆機不可失!!》擔任節目導播。認為「最近的電視節目因表達和規範受限而變得無聊」和「只有企劃天才方能在規範下做出有趣的節目」，自認為是普通人，為了養家活口，只能企劃出不能在一般有線電視台播出、遊走羶色腥邊線的內容，這使得該網路節目爆紅。然而在Cosplay企劃中因不尊重梅娅等Cosplayer緣故，使得節目炎上。漆原鐵最終透過扮演Cosplay體會其辛苦，並在節目中以經典女角樣子向梅婭致歉。
梅娅
Cosplayer，受邀參加網路節目《深挖☆機不可失!!》，碰到什麼不順心的事就會發到網上，讓網友替她出氣。

## 第八章「醜聞篇」登場人物
島政則（演：青柳翔（真人版影劇））
電影導演，風頭正盛，且獲得今年的電影獎，因許多緋聞常被狗仔媒體跟拍。有馬佳奈為了得到演員工作而與其接觸。

## 第九章「電影篇」登場人物
天童寺麻理奈
天童寺紗理奈的生母，在廣告公司工作。曾經是溜冰選手。一直以忙於工作為藉口，至紗理奈去世那天皆未有探望過她。多年後再生育多2名子女，目前已皆是青少年、少女。
星野步美
星野愛的生母，阿奎亞和露比的外祖母，旁人對其評價為向男人諂媚為生之人。原本有位論及婚嫁的男友，在星野愛8至9歲時發現時任男友開始對散發異性魅力的愛有好感，出於忌妒不安和對男友的厭惡，對愛施加虐待，與男友的戀情也跟著告終。後由於竊盜罪入獄服刑，出獄後雖有想迎接愛的念頭，但恐懼於自己可能會作出相同的行為卻步，選擇遠離愛。在阿奎亞拜訪期間向其道出未和愛重逢的理由。